# Тагіші
Тагіші — індіанський народ групи атапаски в Канаді. Відносяться до американського монголоїдного типу. Розмовляють мовою тагіш, англійською та тлінгіт. Зазнали асиміляції з боку тлінгітів. Традиційні місця розселення розташовувалися навколо озер Тагіш і Марш-Лейк на заході території Юкон. Самоназва буквально перекладається як «весняний лід».
Мова тагіш близька мовам каска і телтен. Рахунок спорідненості матрилінійний. Ділилися на дві фратрії: Ворона і Вовка. Був поширений звичай потлачу. До кінця XX століття кількість носіїв мови тагіш становила 5 осіб. Нині в основному проживають в селищах Вайтхорс і Каркрос.